# (4033) Yatsugatake
(4033) Yatsugatake ist ein Hauptgürtelasteroid, der am 16. März 1986 von Masaru Inoue und Osamu Muramatsu am Observatorium in Kobuchisawa entdeckt wurde.
Der Asteroid wurde nach dem Yatsugatake-Gebirge benannt.